# Varicel·la
La varicel·la és una malaltia infecciosa contagiosa causada pel virus de la varicelozóster (VVZ), una infecció molt freqüent.
La varicel·la infecta els nens petits, entre els dos i els vuit anys, encara que també poden produir-se casos entre els adults. Es veuen epidèmies en els cicles de tres a quatre anys, sobretot en els mesos de gener fins a maig.
Popularment s'empren els termes verola borda, pigota/picota borda (o p. volandera, p. cristal·lina) i volatge (Menorca).
Una vegada passat el període que el nen està protegit pels anticossos materns, el contacte amb el virus va seguit d'una malaltia amb virèmia (presència del virus a la sang).
Aquesta malaltia és molt transmissible i pot passar molt fàcilment d'una persona a una altra.
Encara que la probabilitat és molt petita, sembla que l'administració d'aspirina en els nens amb varicel·la pot produir complicacions (síndrome de Reye) i aquest medicament no s'ha d'administrar en aquests malalts.
La varicel·la només es pot tenir una vegada a la vida, tanmateix, el virus pot seguir ocult dins l'organisme i repetir-se anys més endavant, com a herpes zòster. Thomas Huckle Weller (1915) va demostrar el 1953 la semblança viral de la varicel·la i el de l'herpes zòster. Ambdues afeccions estan determinades per l'Herpes virus varicellae (ADN-virus) del qual l'ésser humà n'és l'únic reservori.

## Símptomes
La malaltia comença amb febre moderada, malestar general, pèrdua de la gana i una erupció generalitzada en la pell. El primer signe de varicel·la és l'aparició d'unes petites lesions de color vermell a la pell, que primer es poden confondre amb picades d'insecte. Aquestes lesions adopten la forma de petites vesícules o butllofes que s'assequen i apareix una crostera, que al cap de deu dies cau sense deixar cicatriu, excepte en el cas d'haver-se rascat, les lesions es poden localitzar a qualsevol part del cos. També pot haver-hi mal de coll i els ganglis cervicals poden estar inflamats. Un altre símptoma molt molest és la picor que acompanya a les lesions. A vegades aquest símptoma és tan intens que impedeix agafar el son.
La millora clínica coincideix amb el descens de la febre i l'aparició de les primeres crosteres. La duració total de la malaltia sol ser d'uns cinc a set dies habitualment. Gairebé sempre es cura sense complicacions.

### Possibles complicacions
La complicació més habitual de la varicel·la és l'herpes zòster, el qual apareix dècades després de la contracció de la varicel·la a causa d'una reactivació del virus zòster de la varicel·la. En alguns casos, i amb més freqüència entre els adults, els afectats poden desenvolupar pneumònia.
Rarament, la varicel·la pot ser letal, però generalment, això es dona en casos de varicel·la greu en homes adults més que no pas en dones o la mainada. Tot i així, les dones embarassades no immunes o amb un sistema immunitari deficient tenen més risc de patir complicacions.

## Transmissió
Una persona sana pot inhalar el virus a partir de les secrecions nasofaringes d'un malalt. La varicel·la es transmet pel contacte directe amb l'erupció abans de formar-se la crosta. La malaltia també pot encomanar-se a partir de les lesions cutànies o mitjançant objectes contaminats pels malalts.
També es transmet a través de l'aire, per secrecions respiratòries d'una persona infectada. El període més contagiós és un dia o dos abans que l'erupció aparegui, i cinc dies després de l'aparició de les vesícules. Encara que és poc freqüent, una dona embarassada que pateixi la malaltia durant els primers mesos d'embaràs pot contagiar-la al fetus i ocasionar-li alteracions.

## Diagnòstic
Si se sospita que es té la malaltia, cal consultar el metge, ja que són ells qui han de fer-ne el diagnòstic i prescriure'n el tractament. Si una dona embarassada que no ha patit la malaltia ha tingut contacte amb un cas, també cal que consulti el metge. Encara que la probabilitat és molt petita, sembla que l'administració d'aspirina als nens amb varicel·la pot produir complicacions, com la síndrome de Reye (dany cerebral agut i problemes hepàtics) i, per tant, aquest medicament no s'ha d'administrar en aquests malalts. La varicel·la, sovint, és diagnosticada a partir de l'erupció clàssica i la història clínica de la persona malalta. Si hi ha dubtes, les analítiques de sang i de les mateixes vesícules pot confirmar-ne el diagnòstic.

## Vaccí
La varicel·la és una de les malalties infantils per a la qual cal vaccinar la mainada. El 1970 es va desenvolupar un vaccí contra la varicel·la al Japó. De llavors ençà, s'han aplicat més de dos milions de dosis que han demostrat que la vacuna és segura i efectiva. Les reaccions secundàries a la vacuna són, en general, lleus i poden incloure dolor i inflamació en el lloc on va ser aplicada, cansament, mareig, febre o nàusees. També poden aparèixer erupcions cutànies. Això pot ocórrer fins a un mes després de ser aplicada i durar un parell de dies. Un nen pot rebre el vaccí de la varicel·la junt amb el vaccí triple víric (xarampió, rubèola i parotiditis, MMR). Si la rep junt amb la MMR, cal esperar un mes entre cada vaccí. També pot rebre el vaccí junt o abans o després del vaccí DPT, poliomielitis, hepatitis B o meningitis. Encara que el vaccí contra la varicel·la està aprovat per utilitzar-se en criatures sanes, no s'ha d'administrar a persones amb sistema immunitari dèbil ni a dones embarassades.

## Tractament
Contra el virus no hi ha tractament específic. Per gent gran o malalts es podem receptar medicaments antivirals que acceleren la cura. El metge recepta antitèrmics tipus paracetamol, si hi ha febre, i fàrmacs per a la picor i per assecar les vesícules. És convenient beure abundants líquids durant el període febril. Un cop desapareguda l'erupció, si no apareixen complicacions, el restabliment és ràpid. En el cas de sobreinfecció bacteriana el metge prescriurà el tractament antibiòtic més adient.

## Prevenció
Hi ha un vaccí, que s'acostuma a posar a la mainada entre els 12 i els 15 mesos d'edat i que no requereix cap dosi de reforç. La desinfecció dels objectes contaminats amb les secrecions nasofaríngies o les lesions cutànies dels malalts amb varicel·la és una mesura que pot ajudar a prevenir l'aparició de nous casos entre les persones que conviuen al voltant d'un cas. És important rentar-se les mans abans i després d'haver tingut contacte amb persones o material infectats.
Quan el metge ho consideri indicat, a les persones que tenen poques defenses se'ls pot administrar, de manera preventiva, immunoglobulina específica durant els tres o quatre dies següents al contacte amb la persona malalta. El temps en què els malalts poden contagiar la malaltia pot anar des dels cinc dies (però, generalment, d'un a dos dies) abans de l'aparició de l'erupció, fins a no més de cinc dies a partir del primer brot de vesícules. És per això que es recomana que el nen malalt no torni a l'escola fins passats aquests cinc dies. Tanmateix, pot tornar abans si les lesions estan seques i amb crostes. L'exclusió de l'escola ha de ser respectada, ja que aquesta malaltia és molt contagiosa i pot passar molt fàcilment d'una persona a una altra. L'incompliment d'aquesta recomanació afavoreix la propagació de la malaltia i, per tant, la presentació de brots epidèmics a l'escola.